# 阿嘉塔·庫雷札

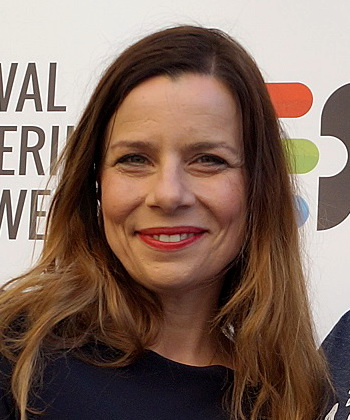
阿嘉塔·庫雷札 (2018)

阿嘉塔·庫雷札（Agata Kulesza-Figurska，1971年9月27日-）是波蘭女演員，生于什切青，也是波蘭電影學院成員。
阿嘉塔以2011年的《蘿絲吾愛》和2013年的《依達的抉擇》两次獲得波蘭電影學院獎最佳女主角獎。2014年，阿嘉塔獲得「榮耀藝術」文化勳章銀質獎章。

## 作品
- 《蘿絲吾愛》（Rose，2011）
- 《依達的抉擇》（Ida，2013）

## 外部連結
- Agata Kulesza在互联网电影资料库（IMDb）上的資料（英文）